# سابقه خشونت
سابقه خشونت (به انگلیسی: A History of Violence) فیلمی آمریکایی در سبک هیجانی/تبهکاری با کارگردانی دیوید کراننبرگ و با بازی ویگو مورتنسن محصول سال ۲۰۰۵ است. فیلمنامهٔ این کار را جاش اولسن نوشت. این فیلم اقتباسی از یک رمان مصور با همین عنوان نوشتهٔ جان واگنر و وینس لاک است.
این فیلم در ایران با نام تاریخچه خشونت نیز شناخته می‌شود که در واقع ترجمه غلطی از عنوان انگلیسی این فیلم است و کلمه History در معنی «سابقه ثبت شده» به کار می‌رود.

## خلاصه داستان
مردی آرام و خوش‌رفتار طی یک حادثه و از طریق خشونت به عنوان یک قهرمان شناخته می‌شود ولی این اتفاق پایان سریعی ندارد…

## بازیگران
- ویگو مورتنسن - تام استال/جویی کیوزک
- ماریا بلو - ادی استال
- اد هریس - کارل فاگرتی
- ویلیام هرت - ریچی کیوزک
- آشتون هولمز - جک استال
- استفن مک‌هتی - لیلاند جونز
- پیتر مک‌نیل - کلانتر سم کارنی
- گرگ بریک - بیلی اُرسر
- کایل اشمید - جودی دنورز
- جری کوییگلی - میک
- دبورا دریکفورد - شارلوت
- هایدی هیلز - سارا استال
- ایدن دوین - چارلز «چارلی» رورک
- بیل مک‌دونالد - فرانک مولیگان

## جوایز
- کاندیدای اسکار بهترین فیلمنامه اقتباسی
- کاندیدای اسکار بهترین بازیگر نقش مکمل مرد